# Ejército Guerrillero del Pueblo-15 de Noviembre
El Ejército Guerrillero del Pueblo - 15 de Noviembre (acortado como N-15) fue una organización guerrillera ecuatoriana conocida por su atentado contra las instalaciones de Teleamazonas en Quito, en diciembre de 2009.

## Historia
El primer atentado del grupo (y el más mediático) fue a las oficinas de Teleamazonas, ocurrida el 3 de diciembre de 2009. Un artefacto improvisado detonó a las 6:00 a. m. cerca del generador eléctrico que el canal tiene para casos de emergencia. El ataque fue condenado por el presidente Rafael Correa, ordenando a las fuerzas de seguridad "una exhaustiva investigación" para dar con los responsables.
No fue hasta el día dieciséis, cuando el N-15 clamó responsabilidad del ataque, pero a pesar de este anunció las autoridades tuvieron muy pocas pistas de los responsables.
Casi dos años después (el día 17 de noviembre), miembros del N-15 se adjudicaron otro ataque con explosivos, esta vez en las oficinas de Dirección Regional de Trabajo y Servicio Público de Pichincha, afín al Ministerio de Relaciones Laborales de Ecuador. En el lugar del ataque se encontraron panfletos donde el N-15 se adjudicaba el atentado, que ocasionó solo leves daños materiales.
No fue hasta abril del 2013, que el N-15 lanza un nuevo comunicado dirigido al entonces mandatario Rafael Correa, la cual se pronuncia por conflictos como Operación Pilar Defensivo y la intervención francesa en Mali.